# Język pitkarnyjski
Język pitkarnyjski, język norfolk – język używany na wyspach Pitcairn i Norfolk. Powstał jako język kreolski na bazie XVIII-wiecznego angielskiego, używanego przez zbuntowanych marynarzy ze statku Bounty, oraz języka tahitańskiego.
Językiem tym mówi obecnie mniej niż 500 ludzi na świecie, w tym ok. 40 na Pitcairn i ok. 400 na Norfolk. Jest klasyfikowany w ramach grupy atlantyckiej języków kreolskich na bazie angielskiego.

## Porównanie
| Pitkarnyjski             | Angielski                               | Polski                                   |
| ------------------------ | --------------------------------------- | ---------------------------------------- |
| Whata way ye?            | How are you?                            | Jak się masz?                            |
| About ye gwen?           | Where are you going?                    | Dokąd się wybierasz?                     |
| You gwen whihi up suppa? | Are you going to cook supper?           | Zamierzasz zrobić kolację?               |
| I nor believe.           | I don’t think so.                       | Myślę, że nie.                           |
| Ye like-a sum whettles?  | Would you like some food?               | Czy chciałbyś coś zjeść?                 |
| Do’ mine.                | It doesn’t matter. I don’t mind.        | To bez znaczenia. Nie mam nic przeciwko. |
| Wa sing yourley doing?   | What are you doing? What are you up to? | Co robisz? Co kombinujesz?               |
| I se gwen ah big shep.   | I’m going to the ship.                  | Idę na statek.                           |
| Humuch shep corl ya?     | How often do ships come here?           | Jak często przypływają tutaj statki?     |
| Cum yorley sulluns!      | Come on all you kids!                   | Spokojnie dzieci!                        |
| I se gwen ah nahweh.     | I’m going swimming.                     | Idę popływać.                            |
| Lebbe!                   | Let it be!                              | Niech będzie!                            |
| Cooshoo!                 | Good!                                   | Dobrze!                                  |